# Матија Гочманац
Матија Гочманац (Крушевац, 5. август 2003) српски је фудбалски голман који тренутно наступа за Војводину.

## Каријера
Родом из Бруса, Гочманац је фудбал почео да тренира у локалном Копаонику. Одатле је отишао у ОФК Београд, а после годину дана проведених у том клубу, лета 2017. године прешао је у пионирску екипу Партизана. После још годину дана, прослеђен је Телеоптику, а затим је с клубом потписао стипендијски уговор. Следеће године је потписао професионални уговор, а надаље је стандардно бранио у кадетском узрасту. Раду с првим тимом прикључен је почетком фебруара 2021, док се у протоколу  први пут нашао на сусрету с Новим Пазаром у оквиру 21. кола Суперлиге Србије. До краја сезоне је још неколико пута седео на клупи за резервне фудбалере и стандардно бранио за омладински састав. Након тога је уступљен Телеоптику у ком је провео две сезоне и наступао у Српској лиги Београд. За то време је повремено тренирао с првим тимом. Након истека уговора, клуб је 2023. године напустио као слободан играч. Убрзо је приступио шабачкој Мачви. Потписао је једногодишњи уговор уз могућност продужетка за још једну сезону. Усталио се у екипи на почетку такмичарске 2023/24. у Првој лиги Србије. Средином фебруара 2024, Гочманац је потписао уговор с Војводином, али је према договору у Мачви остао на позајмици до краја сезоне. Према писању Спорт клуба, вредност обештећења процењена је на приближно пет милиона динара, уз десет процената од наредног трансфера. Одазвао се тренеру новосадског клуба, Божидару Бандовићу, на почетку припрема за такмичарску 2024/25.

## Репрезентација
Гочманац је био полазник зимске школе Фудбалског савеза Србије почетком 2017. године. За пионирску селекцију Србије дебитовао је у победи над Мађарском у јуну 2018. Потом је бранио и у узрасту до 16 година старости, а касније био и у саставу кадетске репрезентације. Међутим, услед пандемије ковида 19 елит рунда квалификација за Европско првенство и завршни турнир су отказани. У јуну 2021. је заиграо за омладинску селекцију у двомечу с Румунијом. С репрезентацијом је, затим, освојио Меморијални турнир „Стеван Вилотић Ћеле”. Био је у саставу екипе на Европском првенству 2022. Селектор младе репрезентације, Горан Стевановић, позвао га је у екипу за пријатељске сусрете одигране током новембарског термина исте године. Дебитовао је против Северне Македоније, заменивши пред голом Вељка Илића у 75. минуту утакмице.

## Статистика

### Клупска
Ажурирано 6. марта 2025.
|                       |          |                     |    |   |   |   |   |   |   |   |    |   |  |  |
| Партизан              | 2020/21. | Суперлига Србије    | 0  | 0 | 0 | 0 | — | — | — | — | 0  | 0 |  |  |
|                       |          |                     |    |   |   |   |   |   |   |   |    |   |  |  |
| Телеоптик (позајмица) | 2021/22. | Српска лига Београд | 23 | 0 | — | — | — | — | 1 | 0 | 24 | 0 |  |  |
| Телеоптик (позајмица) | 2022/23. | Српска лига Београд | 25 | 0 | — | — | — | — | 0 | 0 | 25 | 0 |  |  |
| Телеоптик (позајмица) | Укупно   | Укупно              | 48 | 0 | — | — | — | — | 1 | 0 | 49 | 0 |  |  |
|                       |          |                     |    |   |   |   |   |   |   |   |    |   |  |  |
| Мачва Шабац           | 2023/24. | Прва лига Србије    | 34 | 0 | 0 | 0 | — | — | — | — | 34 | 0 |  |  |
|                       |          |                     |    |   |   |   |   |   |   |   |    |   |  |  |
| Војводина             | 2024/25. | Суперлига Србије    | 15 | 0 | 0 | 0 | 0 | 0 | — | — | 15 | 0 |  |  |
|                       |          |                     |    |   |   |   |   |   |   |   |    |   |  |  |
| Каријера              | Каријера | Каријера            | 97 | 0 | 0 | 0 | — | — | 1 | 0 | 98 | 0 |  |  |
|                       |          |                     |    |   |   |   |   |   |   |   |    |   |  |  |

### Утакмице у дресу репрезентације
| Репрезентација Србије у узрасту до 15 година старости | Репрезентација Србије у узрасту до 15 година старости | Репрезентација Србије у узрасту до 15 година старости | Репрезентација Србије у узрасту до 15 година старости | Репрезентација Србије у узрасту до 15 година старости | Репрезентација Србије у узрасту до 15 година старости | Репрезентација Србије у узрасту до 15 година старости | Репрезентација Србије у узрасту до 15 година старости | Репрезентација Србије у узрасту до 15 година старости | Репрезентација Србије у узрасту до 15 година старости |
| #                                                     | Датум                                                 | Такмичење                                             | Локација                                              | Домаћин                                               | Резултат                                              | Гост                                                  | Реф.                                                  |                                                       |                                                       |
| ----------------------------------------------------- | ----------------------------------------------------- | ----------------------------------------------------- | ----------------------------------------------------- | ----------------------------------------------------- | ----------------------------------------------------- | ----------------------------------------------------- | ----------------------------------------------------- | ----------------------------------------------------- | ----------------------------------------------------- |
| 1.                                                    | 6. јун 2018.                                          | Пријатељска утакмица                                  | Стадион у Морахалому, Мађарска                        | Мађарска                                              | 2 : 3                                                 | Србија                                                | [ 28 ]                                                |                                                       |                                                       |
| 1                                                     | Укупан број утакмица и постигнутих погодака           | Укупан број утакмица и постигнутих погодака           | Укупан број утакмица и постигнутих погодака           | Укупан број утакмица и постигнутих погодака           | Укупан број утакмица и постигнутих погодака           | Укупан број утакмица и постигнутих погодака           | Укупан број утакмица и постигнутих погодака           |                                                       |                                                       |

| Репрезентација Србије у узрасту до 16 година старости | Репрезентација Србије у узрасту до 16 година старости | Репрезентација Србије у узрасту до 16 година старости | Репрезентација Србије у узрасту до 16 година старости | Репрезентација Србије у узрасту до 16 година старости | Репрезентација Србије у узрасту до 16 година старости | Репрезентација Србије у узрасту до 16 година старости | Репрезентација Србије у узрасту до 16 година старости | Репрезентација Србије у узрасту до 16 година старости | Репрезентација Србије у узрасту до 16 година старости |
| #                                                     | Датум                                                 | Такмичење                                             | Локација                                              | Домаћин                                               | Резултат                                              | Гост                                                  | Реф.                                                  |                                                       |                                                       |
| ----------------------------------------------------- | ----------------------------------------------------- | ----------------------------------------------------- | ----------------------------------------------------- | ----------------------------------------------------- | ----------------------------------------------------- | ----------------------------------------------------- | ----------------------------------------------------- | ----------------------------------------------------- | ----------------------------------------------------- |
| 1.                                                    | 6. новембар 2018.                                     | Пријатељска утакмица                                  | Кућа фудбала, Стара Пазова                            | Србија                                                | 3 : 2                                                 | Грузија                                               | [ 44 ]                                                |                                                       |                                                       |
| 2.                                                    | 8. новембар 2018.                                     | Пријатељска утакмица                                  | Кућа фудбала, Стара Пазова                            | Србија                                                | 2 : 1                                                 | Грузија                                               | [ 45 ]                                                |                                                       |                                                       |
| 3.                                                    | 23. мај 2019.                                         | Меморијални турнир „Миљан Миљанић”                    | Стадион ФК Синђелић, Београд                          | Србија                                                | 4 : 1                                                 | Црна Гора                                             | [ 46 ]                                                |                                                       |                                                       |
| 3                                                     | Укупан број утакмица и постигнутих погодака           | Укупан број утакмица и постигнутих погодака           | Укупан број утакмица и постигнутих погодака           | Укупан број утакмица и постигнутих погодака           | Укупан број утакмица и постигнутих погодака           | Укупан број утакмица и постигнутих погодака           | Укупан број утакмица и постигнутих погодака           | 0                                                     |                                                       |

| Репрезентација Србије у узрасту до 17 година старости | Репрезентација Србије у узрасту до 17 година старости | Репрезентација Србије у узрасту до 17 година старости | Репрезентација Србије у узрасту до 17 година старости | Репрезентација Србије у узрасту до 17 година старости | Репрезентација Србије у узрасту до 17 година старости | Репрезентација Србије у узрасту до 17 година старости | Репрезентација Србије у узрасту до 17 година старости | Репрезентација Србије у узрасту до 17 година старости | Репрезентација Србије у узрасту до 17 година старости |
| #                                                     | Датум                                                 | Такмичење                                             | Локација                                              | Домаћин                                               | Резултат                                              | Гост                                                  | Гол                                                   | Реф.                                                  |                                                       |
| ----------------------------------------------------- | ----------------------------------------------------- | ----------------------------------------------------- | ----------------------------------------------------- | ----------------------------------------------------- | ----------------------------------------------------- | ----------------------------------------------------- | ----------------------------------------------------- | ----------------------------------------------------- | ----------------------------------------------------- |
| 1.                                                    | 10. децембар 2019.                                    | Пријатељска утакмица                                  | Кућа фудбала, Стара Пазова                            | Србија                                                | 2 : 0                                                 | Русија                                                | [ 47 ]                                                |                                                       |                                                       |
| 2.                                                    | 29. фебруар 2020.                                     | Пријатељска утакмица                                  | Кућа фудбала, Стара Пазова                            | Србија                                                | 4 : 1                                                 | Норвешка                                              | [ 48 ]                                                |                                                       |                                                       |
| 3.                                                    | 11. март 2020.                                        | Пријатељска утакмица                                  | Стадион Тржни центар, Вождовац                        | Србија                                                | 2 : 2                                                 | Хрватска                                              | [ 49 ]                                                |                                                       |                                                       |
| 3                                                     | Укупан број утакмица и постигнутих погодака           | Укупан број утакмица и постигнутих погодака           | Укупан број утакмица и постигнутих погодака           | Укупан број утакмица и постигнутих погодака           | Укупан број утакмица и постигнутих погодака           | Укупан број утакмица и постигнутих погодака           | Укупан број утакмица и постигнутих погодака           | 0                                                     |                                                       |

| Репрезентација Србије у узрасту до 19 година старости | Репрезентација Србије у узрасту до 19 година старости | Репрезентација Србије у узрасту до 19 година старости | Репрезентација Србије у узрасту до 19 година старости | Репрезентација Србије у узрасту до 19 година старости | Репрезентација Србије у узрасту до 19 година старости | Репрезентација Србије у узрасту до 19 година старости | Репрезентација Србије у узрасту до 19 година старости | Репрезентација Србије у узрасту до 19 година старости | Репрезентација Србије у узрасту до 19 година старости |
| #                                                     | Датум                                                 | Такмичење                                             | Локација                                              | Домаћин                                               | Резултат                                              | Гост                                                  | Гол                                                   | Реф.                                                  |                                                       |
| ----------------------------------------------------- | ----------------------------------------------------- | ----------------------------------------------------- | ----------------------------------------------------- | ----------------------------------------------------- | ----------------------------------------------------- | ----------------------------------------------------- | ----------------------------------------------------- | ----------------------------------------------------- | ----------------------------------------------------- |
| 1.                                                    | 5. јун 2021.                                          | Пријатељска утакмица                                  | Кућа фудбала, Стара Пазова                            | Србија                                                | 1 : 0                                                 | Румунија                                              | [ 50 ]                                                |                                                       |                                                       |
| 2.                                                    | 7. јун 2021.                                          | Пријатељска утакмица                                  | Кућа фудбала, Стара Пазова                            | Србија                                                | 1 : 0                                                 | Румунија                                              | [ 51 ]                                                |                                                       |                                                       |
| 3.                                                    | 3. септембар 2021.                                    | Меморијални турнир „Стеван Вилотић Ћеле”              | Градски стадион, Суботица                             | Србија                                                | 2 : 1                                                 | Азербејџан                                            | [ 52 ]                                                |                                                       |                                                       |
| 4.                                                    | 7. септембар 2021.                                    | Меморијални турнир „Стеван Вилотић Ћеле”              | Градски стадион, Суботица                             | Србија                                                | 1 : 0                                                 | Мађарска                                              | [ 53 ]                                                |                                                       |                                                       |
| 5.                                                    | 8. октобар 2021.                                      | Пријатељска утакмица                                  | Кућа фудбала, Стара Пазова                            | Србија                                                | 0 : 3                                                 | Босна и Херцеговина                                   | [ 54 ]                                                |                                                       |                                                       |
| 6.                                                    | 10. октобар 2021.                                     | Пријатељска утакмица                                  | ТСЦ академија, Бачка Топола                           | Србија                                                | 4 : 0                                                 | Босна и Херцеговина                                   | [ 55 ]                                                |                                                       |                                                       |
| 7.                                                    | 9. март 2022.                                         | Пријатељска утакмица                                  | Кућа фудбала, Стара Пазова                            | Србија                                                | 3 : 0                                                 | Хрватска                                              | [ 56 ]                                                |                                                       |                                                       |
| 7                                                     | Укупан број утакмица и постигнутих погодака           | Укупан број утакмица и постигнутих погодака           | Укупан број утакмица и постигнутих погодака           | Укупан број утакмица и постигнутих погодака           | Укупан број утакмица и постигнутих погодака           | Укупан број утакмица и постигнутих погодака           | Укупан број утакмица и постигнутих погодака           | 0                                                     |                                                       |

| Репрезентација Србије у узрасту до 21 године старости | Репрезентација Србије у узрасту до 21 године старости                    | Репрезентација Србије у узрасту до 21 године старости                    | Репрезентација Србије у узрасту до 21 године старости                    | Репрезентација Србије у узрасту до 21 године старости                    | Репрезентација Србије у узрасту до 21 године старости                    | Репрезентација Србије у узрасту до 21 године старости                    | Репрезентација Србије у узрасту до 21 године старости | Репрезентација Србије у узрасту до 21 године старости | Репрезентација Србије у узрасту до 21 године старости |
| #                                                     | Датум                                                                    | Такмичење                                                                | Локација                                                                 | Домаћин                                                                  | Резултат                                                                 | Гост                                                                     | Мин.                                                  | Гол                                                   | Реф.                                                  |
| ----------------------------------------------------- | ------------------------------------------------------------------------ | ------------------------------------------------------------------------ | ------------------------------------------------------------------------ | ------------------------------------------------------------------------ | ------------------------------------------------------------------------ | ------------------------------------------------------------------------ | ----------------------------------------------------- | ----------------------------------------------------- | ----------------------------------------------------- |
| 1.                                                    | 23. новембар 2022.                                                       | Пријатељска утакмица                                                     | АЕК Арена, Ларнака                                                       | Србија                                                                   | 1 : 1                                                                    | Северна Македонија                                                       | [ 35 ]                                                |                                                       |                                                       |
| 1                                                     | Укупан број утакмица, постигнутих погодака и минута проведених на терену | Укупан број утакмица, постигнутих погодака и минута проведених на терену | Укупан број утакмица, постигнутих погодака и минута проведених на терену | Укупан број утакмица, постигнутих погодака и минута проведених на терену | Укупан број утакмица, постигнутих погодака и минута проведених на терену | Укупан број утакмица, постигнутих погодака и минута проведених на терену | 0                                                     |                                                       |                                                       |